# ريكاردو فلوريس بيريس
ريكاردو فلوريس بيريس هو كاتب وسياسي إسباني، ولد في 1 مايو 1903 في سادا في إسبانيا، وتوفي في 2002.